# Abbigliamento del XIV secolo

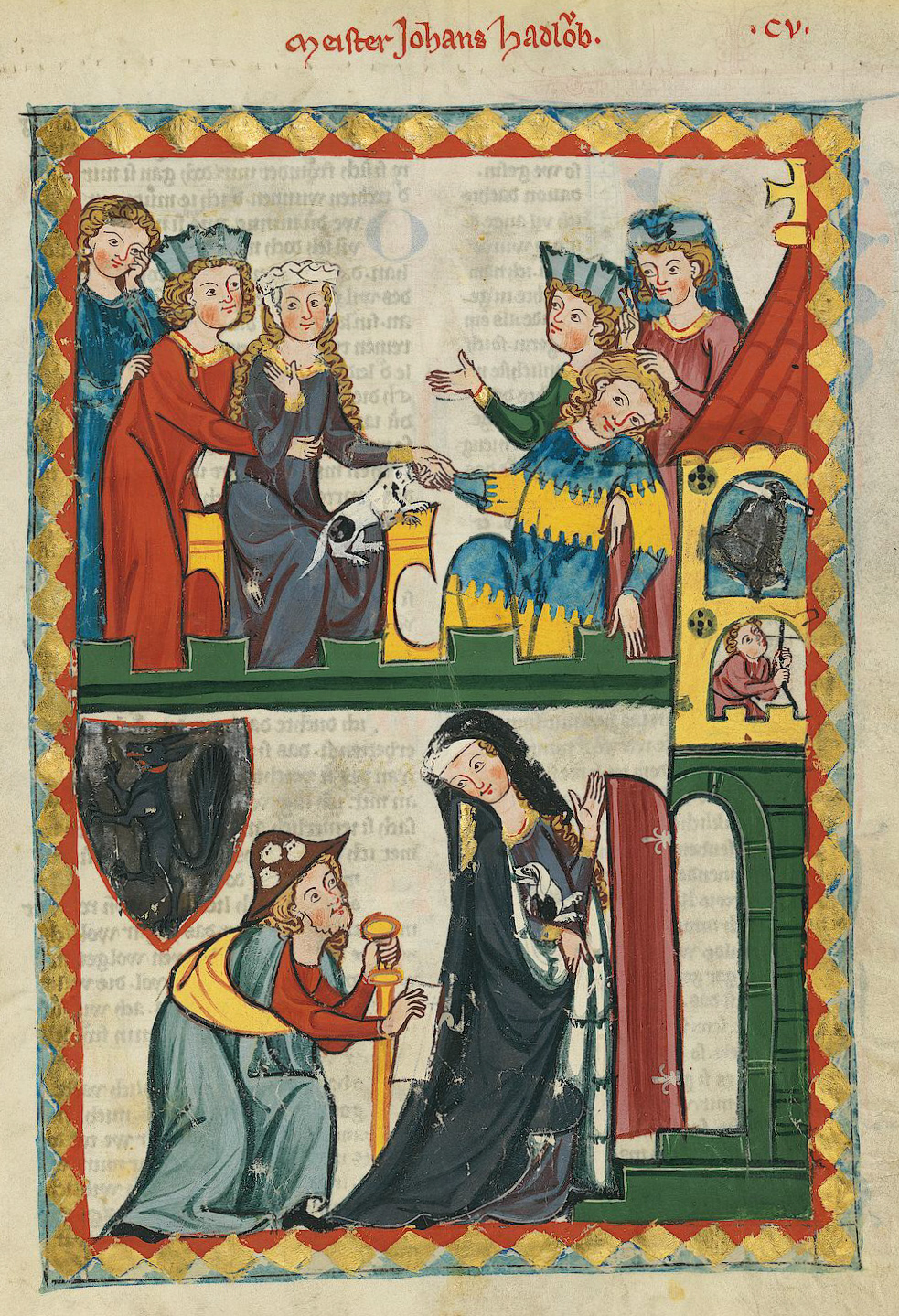
L'abbigliamento della prima metà del quattordicesimo secolo in una rappresentazione del Codex Manesse.

L'abbigliamento del quattordicesimo secolo in Europa fu contraddistinto dai primi tentativi di sperimentare differenti forme di abbigliamento. Gli storici James Laver e Fernand Braudel affermano che da metà del quattordicesimo secolo emerse la necessità di creare una moda riconoscibile. Gli abiti drappeggiati e le cuciture dritte dei secoli precedenti furono sostituiti da cuciture più curve ed irregolari, mentre la nascita della sartoria permise agli abiti di essere più aderenti alle forme del corpo umano. Si sviluppò anche l'utilizzo di lacci e bottoni.

## Tendenze generali
Nel corso del secolo la lunghezza dell'orlo degli abiti femminili si andò progressivamente riducendo, e verso la fine del secolo si diffuse la tendenza per gli uomini di rinunciare ai lunghi soprabiti, utilizzati negli anni precedenti. Al contrario la parte superiore dell'abbigliamento maschile consisteva in capi che cadevano appena sotto la vita, creando la silhouette che ancora oggi fa parte del costume maschile.
Da questo secolo in avanti la moda europea mutò ad un ritmo del tutto nuovo e sconosciuto alle altre civiltà, sia antica che contemporanea. Nelle altre culture, soltanto radicali cambiamenti politici, avevano prodotto cambiamenti così radicali nel costume e nell'abbigliamento ed infatti nelle culture orientali, come quelle cinesi o giapponesi, la moda mutò molto poco nel corso della storia.
Mentre nella corte francese, durante il regno di Carlo VI di Francia, si andava diffondendo il gusto per il lusso e si sviluppavano rivoluzionarie innovazioni nel settore dei materiali tessili e dell'abbigliamento.Iniziarono ad essere usate le Poulaine, scarpe con la punta molto allungata ed appuntita restata in voga fino agli anni '70 del XV secolo.
Le poulaine nate in Francia ebbero grande successo nell'abbigliamento quotidiano tardomedievale. La lunghezza della pouilaine determinava anche l'appartenenza a ranghi sociali diverse. Col tempo divennero (di seta nera e ornate d'oro) talmente preziose da essere oggetto di furto. L'uso delle pouilaine nell'Italia centrale fu sempre limitato ed ostacolato dalla Chiesa. In altre parti d'Italia invece, come il Ducato di Milano ed il Regno di Napoli l'indumento riscontrò un grande successo.

## Abbigliamento maschile

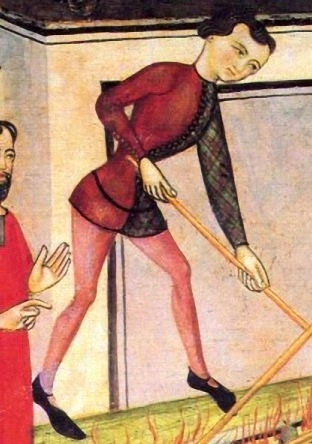
Cotehardie.

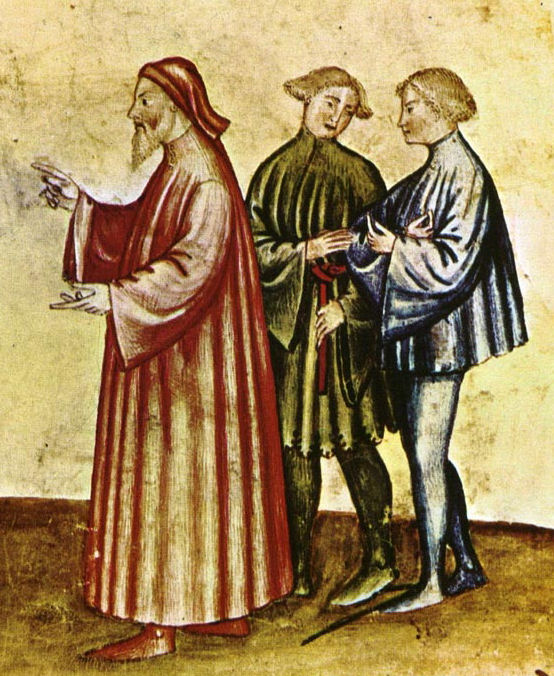
Tuniche maschili intorno al 1370

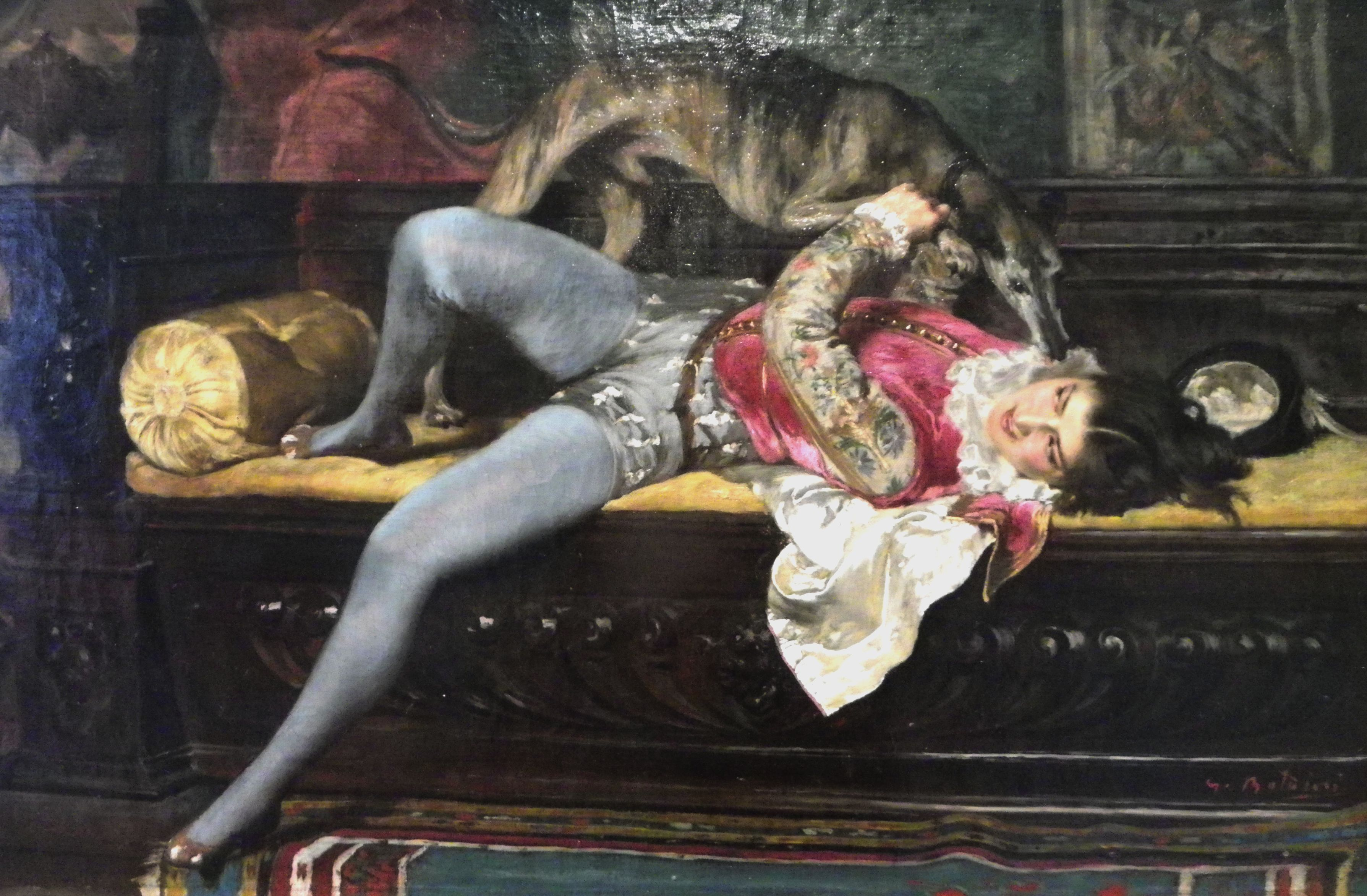
"Paggio con levriero", capolavoro di Giovanni Boldini che spicca nella produzione pittorica dell'artista ferrarese per la fedele riproduzione dell'abbigliamento del XIV secolo.

Lo strato più interno dell'abbigliamento, assimilabile alla biancheria intima era rappresentato dal braie o calzoncini, un ampio indumento, normalmente in lino, mantenuto da una cintura. In seguito si diffusero le camicie, anch'esse realizzate normalmente in lino, e che ugualmente avevano la mera utilità di biancheria intima.
All'inizio del XIV secolo, soprattutto in Germania, le lunghe tuniche erano ancora di moda, tuttavia i colori erano sgargianti e le tuniche erano arricchite da lunghi cappucci e da mantelli sempre più ornati d'ermellino bianco. Si diffusero anche copricapi ornati d'Ermellino per proteggersi dal freddo. I capelli erano ad inizio secolo portati alle spalle come nel Codex Manesse, la barba era caduta in disuso, solo a fine secolo si ricominciò a sfoggiare sotto tagli diversi. 

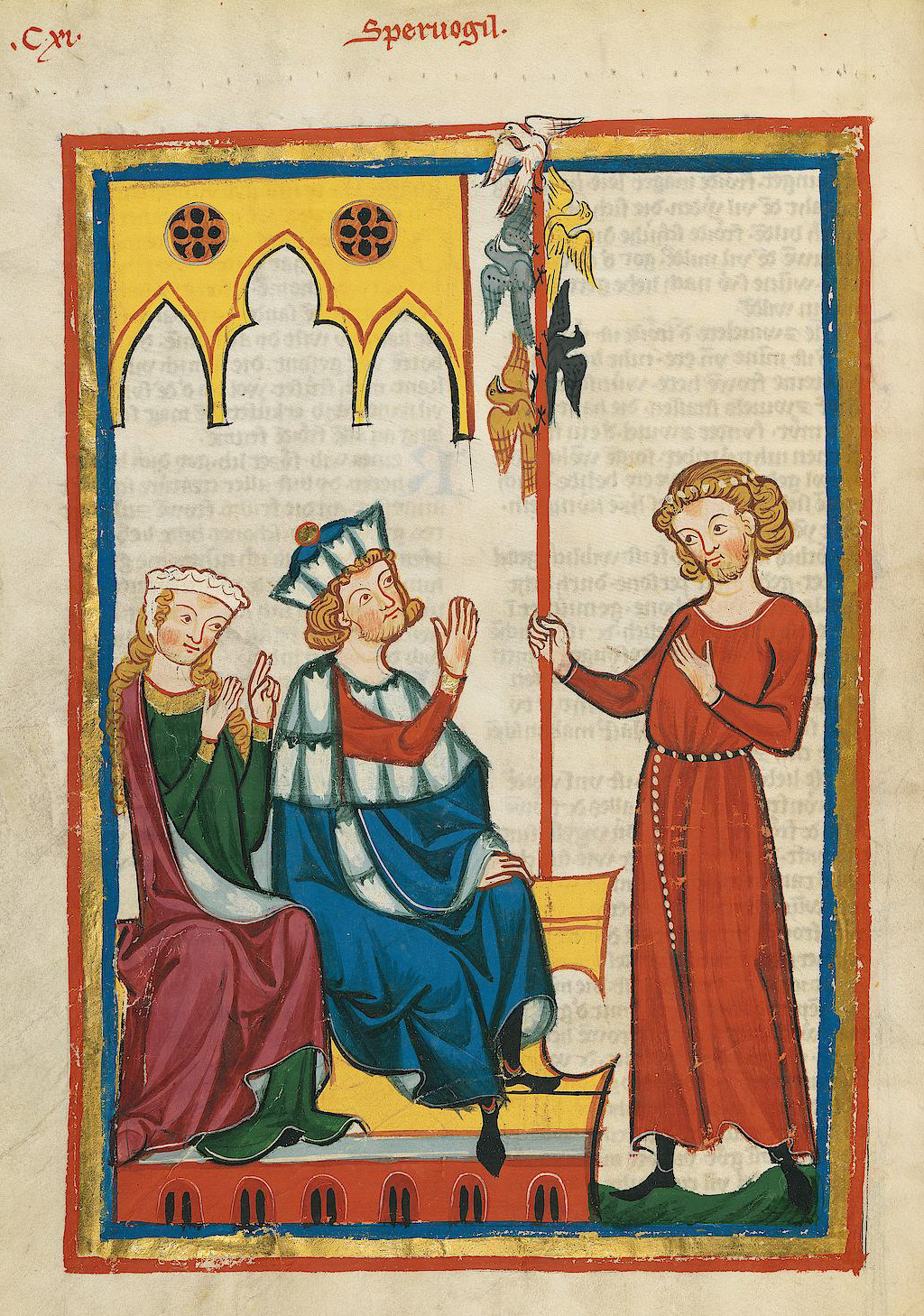
Un re ed una regina in trono ricevono Omaggio, Codex Manesse, inizi XIV secolo.

Le calze o chausses invece erano realizzate in lana ed in colori piuttosto brillanti,, spesso dotate di suole in pelle, in modo da poter essere indossate anche senza scarpe. Gli indumenti corti della seconda metà del secolo, rendevano questi indumenti come pezzo unico, similarmente agli attuali collant, mentre si andò diffondendo le tendenza a sviluppare questo capo come due pezzi distinti, uno per ogni gamba. Le calze venivano normalmente fissate ai calzoncini o al doublet.
Il doublet era una sorta di giacca abbottonata sul davanti, lunga sino ai fianchi. Un indumento simile chiamato cottardita, cotehardie, pourpoint, jaqueta o jubón, che era simile alle vecchie tuniche, ma dotate di colletto. Questi indumenti venivano indossati al di sopra della camicia e delle calze.
Tuniche, kirtle o toghe continuavano ad essere indossati come indumenti esterni, al di sopra di ogni altro capo, ed erano solitamente realizzati in lana. Al di sopra, gli uomini potevano indossare anche un mantello o un cappuccio. Servi e lavoratori indossavano il kirtle di diverse lunghezze, che potevano variare dalle ginocchia sino ai polpacci. Tuttavia, la tendenza durante il secolo fu di accorciare l'orlo per tutte le classi sociali. Comunque, nella seconda metà del secolo, gli uomini di corte iniziarono a mostrarsi con indosso null'altro che coterhardie cuciti su misura. Si trattava di una moda di derivazione militare, dove le tuniche ampie e drappeggiate risultavano piuttosto scomode, e si preferiva utilizzare abiti che aderissero al corpo.
Intorno al 1380, comparve un nuovo capo, la pellanda, che rimase di moda per tutto il secolo successivo, La pellanda era ornata ai bordi ed al collo di una sottile pelliccia di visone. Si trattava essenzialmente di una tunica che scendeva piuttosto "piena" dalle spalle, con le maniche rigonfie e con il colletto alto. All'epoca maniche così particolari furono esposte al giudizio critico dei moralisti.Dalla metà del XIV secolo gli abiti si accorciarono progressivamente lasciando scoperte le gambe ornate di calze solate o con pouilaine. Durante la Guerra dei Cento Anni si diffuse tra i militari la moda di portare giubbe molto corte e aderenti ornate di cappucci e in genere di bottoni. A fine secolo i capelli si portano rigorosamente corti o al massimo alla nuca, il viso dei giovani è sbarbato, quello degli uomini maturi è ornato di pizzetti come Geoffrey Chaucer, barbe a punta Edoardo il Principe Nero. Ai soli anziani o re di una certa età è concesso di portare capelli lunghi e barbe lunghe. Si diffonde nel XIV secolo la moda regale della pelliccia.
Intorno a fine secolo fa la sua ingressa anche il capperone, una sorta di turbante, che inventato in Borgogna raggiunge l'intera Europa sedimentandosi soprattutto in Italia e Inghilterra che per più tempo lo hanno avuto come copricapo principale.

## Abbigliamento femminile

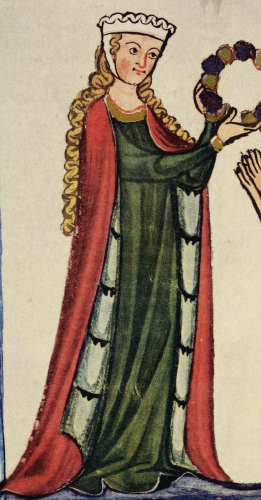
Barbet e Fillet.

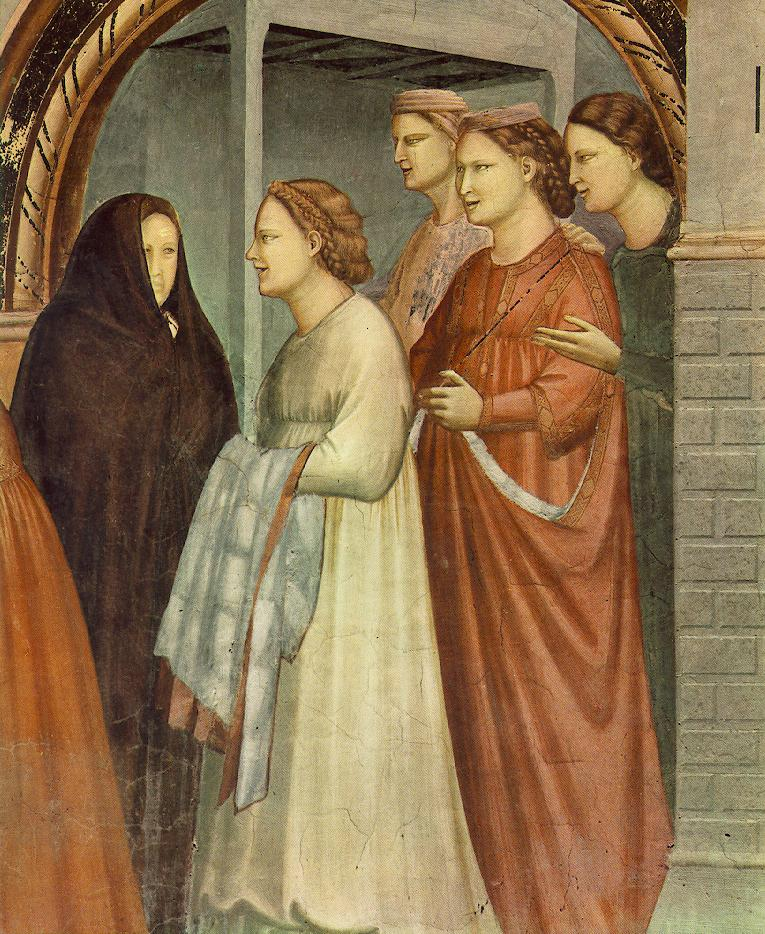
Abiti femminili negli affreschi di Giotto nella Cappella degli Scrovegni

Come per gli uomini, anche per le donne, la chemise rappresentava lo strato più interno dell'abbigliamento, e pertanto assimilabile ad un sorta di biancheria intima, benché ci siano alcune testimonianze dell'epoca in cui si parla di una "fascia per il seno", che potrebbe essere un precursore del moderno reggiseno. Anche le donne indossavano calze, benché i modelli femminili generalmente non fossero più alti delle ginocchia. Entrambi i sessi normalmente dormivano completamente nudi, dato che specifici indumenti per la notte sarebbero stati introdotti soltanto nel sedicesimo secolo. Ciò nonostante, era consuetudine per alcune donne, in osservanza del pudore imposto dalla religione, dormire con indosso la chemise. Anche per gli uomini delle classi sociali più povere, era conveniente dormire indossando alcuni capi di abbigliamento "quotidiani", per proteggersi dal freddo.
Sulla chemise, le donne indossavano una tunica, che poteva essere tanto larga quanto aderente al corpo, chiamata cotte o kirtle, di solito lunga sino ai piedi, dotata di uno strascico, nei capi più formali. I Kirtle avevano maniche molto lunghe, che spesso raggiungevano le nocche delle mani, e gonne ampie.
I diversi tipi di "sovra-tunica", che potevano essere indossati sopra il kirtle, sono stati chiamati in modo differente dagli storici del costume. Quando era particolarmente stretto, questo indumento veniva spesso chiamato cotehardie (benché l'uso di questo termine è stato pesantemente criticato) e poteva avere incorporate le maniche, che nel tempo divennero sempre più lunghe e strette. Quando invece questi "sovra-tunica" erano privi di maniche si parlava di tabard, derivati dai cyclas del tredicesimo secolo.
All'aperto le donne utilizzavano anche mantelli, spesso orlati in pelliccia, ed anche l'houppelande fu adottato dalle donne, verso la fine del secolo. A differenza dalle versioni maschili, però l'houppelande era lungo sino al suolo, con la vita più alta e con maniche ampie e pendenti.
Le donne sposate nell'Europa del nord e dell'est, indossavano diversi tipi di copricapo. Il barbet, derivato dal soggolo (in francese barbe), era una fascia di fibra che passava sotto la gola e veniva fissato sulla testa. Il barbet veniva indossato con un nastro in lino, o insieme ad una cuffia, con o senza il couvrechef (un fazzoletto per coprire il capo) o il velo. Esso passò di moda a metà secolo. Per le giovani donne non sposate era sufficiente intrecciare i capelli, senza alcun copricapo.
Il barbet e nastro, o barbet e velo, potevano essere indossati anche sopra la crespine, una sottile rete per contenere i capelli o lo snood. Nel tempo, la crespine si evolse in una raffinata maglia di lavorazione gioielliera, che confinava i capelli sui lati della testa, e più tardi negli anni, sul retro. Questa crespine in metallo veniva anche chiamata caul, e rimase un oggetto di moda per diverso tempo dopo che anche il barbet era ormai sparito.
In controtendenza con gli altri paesi, negli stati italiani era accettabile che una donna mostrasse i capelli. Molte donne acconciavano i propri capelli con fiocchi e cordoncini, e attorcigliavano le trecce intorno alla testa, il più delle volte senza copricapi o veli. Le donne più anziane e le vedove indossavano il soggolo o il velo, o semplicemente un fazzoletto durante il lavoro.
A fine secolo iniziano a diffondersi alti copricapi si lino bianco.

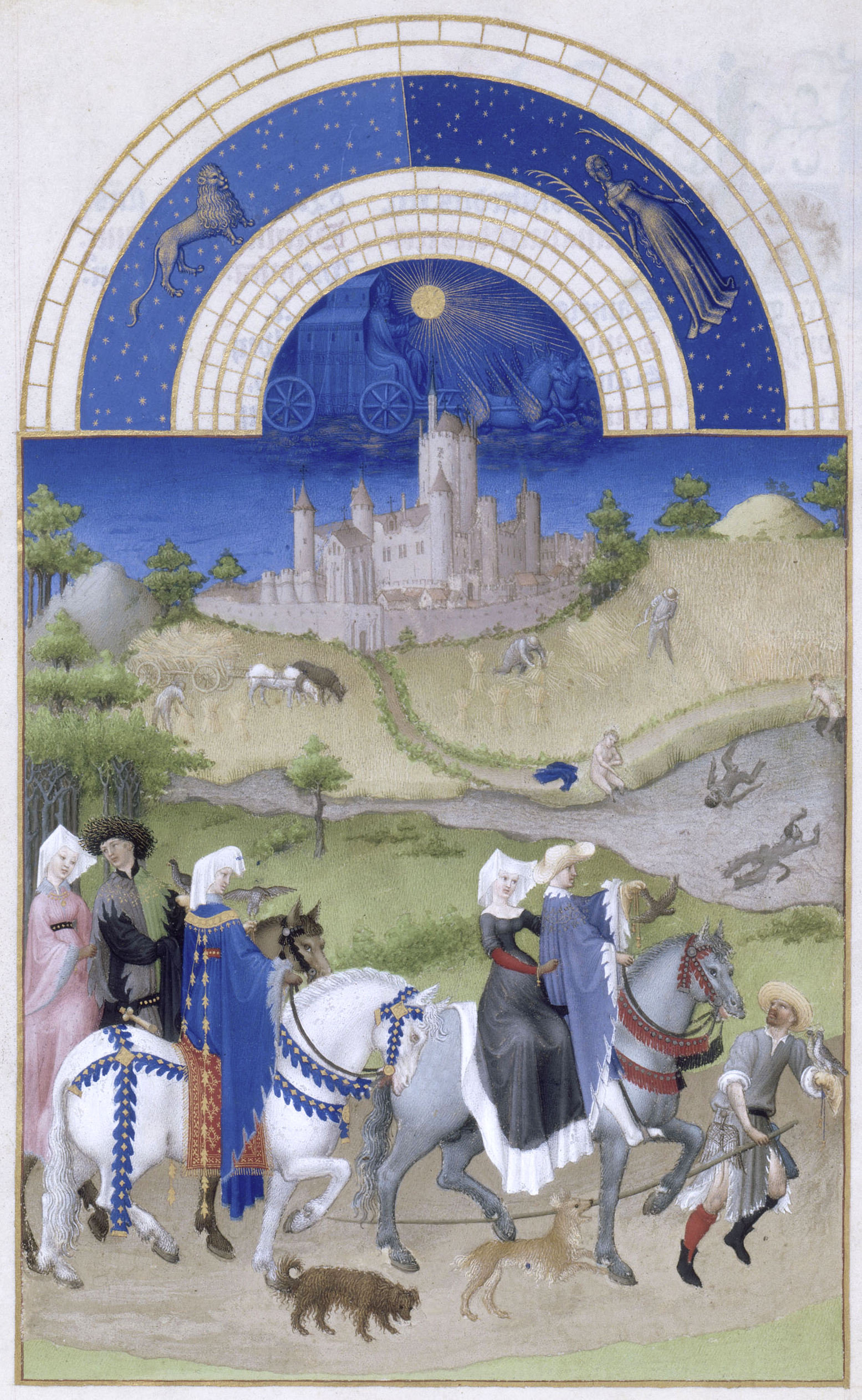
Miniatura delle Très Riches Heures du Duc de Berry 1415 circa mese di maggio, si notino le eleganti vesti gotiche e i loro colori sgargianti

## Materiali

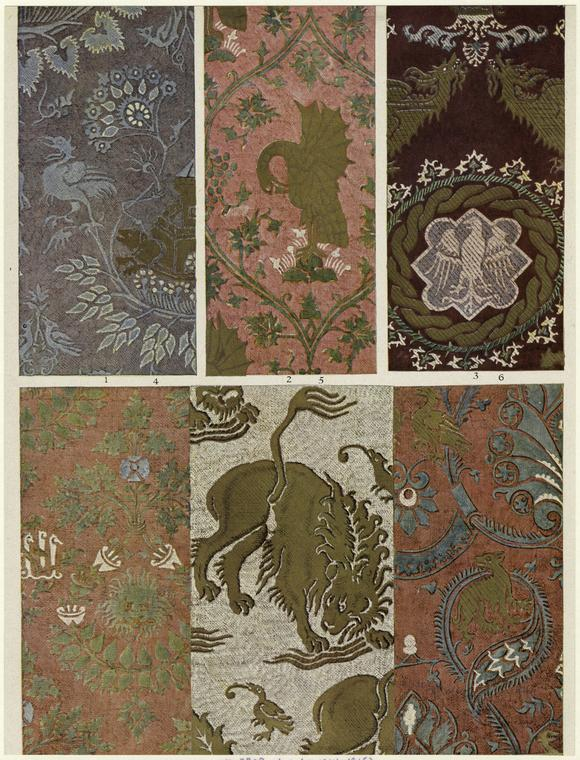
Seta di Damasco italiana del quattordicesimo secolo.

Ancora in questo secolo, la lana continua ad essere il materiale più importante nell'abbigliamento, per via delle sue numerose qualità, come la possibilità di essere tinta e l'essere un buon isolante termico. Il secolo vide l'inizio della piccola era glaciale, ed i vetri alle finestre erano piuttosto rari, anche nelle case dei ricchi (molte case avevano semplici chiusure in legno per l'inverno). Il commercio dei prodotti tessili continuò a crescere per tutto il corso del secolo, al punto di diventare un importante settore dell'economia di molte aree geografiche dall'Inghilterra all'Italia. Gli abiti erano molto costosi, ed i lavoratori, anche gli ufficiali di alto grado, venivano normalmente forniti di una uniforme per ogni anno, come parte del proprio stipendio.
La stampa su tessuto fu conosciuta nel corso del secolo, ed era abbastanza comune, probabilmente entro la fine. Il ricamo della lana e della seta in filo d'oro, per i più abbienti, venivano usati come decorazione. Edoardo III d'Inghilterra fece costruire un laboratorio di ricamo nella torre di Londra, dove presumibilmente furono realizzati gli abiti in velluto rosso, che lui e sua moglie, la regina indossarono nel 1351. Gli abiti erano ricamati con nuvole d'argento ed aquile di perle o di oro alternativamente sotto ogni nuvola. Ogni aquila portaca nel becco il motto dell'Ordine della Giarrettiera.
Mentre la lana venisse impiegata nella realizzazione degli "strati" di abbigliamento più esterni, il lino era utilizzato per i capi che invece erano a diretto contatto con la pelle, per la maggiore delicatezza del tessuto. A differenza della lana, il lino poteva anche essere lavato ed asciugato al sole. Il cotone, importato grezzo dall'Egitto e da altri luoghi, veniva impiegato per le imbottiture e le trapunte e per specifici capi di abbigliamento.
La seta era il tessuto più raffinato conosciuto all'epoca. Nell'Europa del nord, la seta era un costosissimo prodotto d'importazione. I più ricchi potevano anche permettersi i tessuti broccato provenienti dall'Italia. Tessuti italiani di moda in quel periodo, avevano come soggetto la ripetizione di motivi di cerchi ed animali, ispirati alle sete dell'Impero ottomano, o a quelli della Dinastia Yuan.
Nella corte inglese la moda maschile prevedeva l'abbinamento di capi d'abbigliamento di tessuti e colori differenti, al punto che spesso persino le calze avevano colori differenti fra loro. Fantasie "a scacchi" o di altri tipi erano diffuse in modo minore, anche se alcuni reperti sono stati scoperti a Londra..
Le pellicce erano principalmente utilizzate come rifiniture interne degli abiti, per fornire maggiore calore. I principali animali utilizzati erano i conigli, o i più costosi gatti o gli scoiattoli, particolarmente popolari.